# Wang Jie (siatkarka)
Wang Jie (chiń. 王洁, ur. 4 grudnia 1983 w Altayu) – chińska siatkarka plażowa, medalistka igrzysk olimpijskich, mistrzostw świata i igrzysk azjatyckich.

## Życiorys
Wang wraz z Tian Jia zajęła 3. miejsce na igrzyskach azjatyckich 2006 w Dosze i 2. miejsce na MŚ 2007 w Gstaad. Z tą samą partnerką reprezentowała Chińską Republikę Ludową na Letnich Igrzyskach Olimpijskich 2008 w Pekinie. Chinki dotarły wówczas do finału, w którym zostały pokonane przez Amerykanki Walsh i May.
W World Tour zadebiutowała w 2002. Pierwsze turniejowe podium tych rozgrywek osiągnęła w 2003, a pierwsze zwycięstwo w 2006 w Klagenfurcie z Tian Jia.